# 北周武帝灭佛
北周武帝灭佛，即建德毀佛，是三武滅佛之一，指的是在中国南北朝时期的北周武帝建德年间（公元572-578年），在经过多次辩论，周武帝下令罢斥佛教，在全境内展开了一场声势浩大的灭佛运动。在这次运动中，佛像全都被毁，寺庙被收为国有，寺僧均被勒令还俗，还俗僧人达三百万。

## 簡介
北周武帝即位之初，循例事佛，但更重视儒學。天和二年（567年）因寺僧日多，滋生是非，国库收入骤减，还俗沙门改宗道教的卫元嵩上书请删寺减僧，此论深合帝心。
武帝为制造舆论，从天和至建德年间（566年－578年），曾七次召集百官及沙门、道士等辩论儒释道三教先后；甄鸾、道安等屡上书驳斥道教，纷纭不息。天和三年，武帝御大德殿，集百僚及沙门、道士，亲讲《礼记》，欲以儒术治天下。
建德三年五月始议禁佛，诏僧人、道人大集京师，斥佛教不净，下诏禁佛道二教：经像悉毁，并令沙门、道士还俗，三宝福财散给臣下，寺观塔庙赐予王公。其他奉祀崇拜，礼典所不载者，尽除之。当年六月，设置通道观，选佛、道名士120人，普著衣冠，为“通道观学士”，并置官吏统管。建德六年，北周灭北齐，周武帝入邺城，在原齐境内推行禁佛之令，沙门慧远与帝争论不果。禁佛后，北方寺像几乎灭绝，僧众多逃奔江南。武帝死后，宣帝、静帝先后继位，佛法又兴。

## 影響
武帝这次灭佛较为彻底，華北佛教势力几乎禁绝，在中国文化史上有重要的意义。南北朝时代佛教从印度传到中国，蓬勃发展的同时，造成许多严重的社会问题。各大寺院积累了大量銀錢、田地，逐渐形成与朝廷分庭抗议的新政治力量。出家人依仗寺廟的权势胡作非为，苛扣農民，不受平常法规约束。大量土地和税捐被宗教组织控制，严重侵蚀国力。在这种背景下，北周武帝决心禁佛。
经过灭佛运动，一方面迫使源自印度佛教积极汉化，在儒教的思想基础上发展出中土佛教，使原先以講究因果報應和以寺廟财产为基础的早期佛教，转化为一种开放平和的教派，使得佛教在中国得到新生，发展转变成为世界上唯一一个不干预政治力的大宗教。北周武帝灭佛运动還确立了沙门必须尊重皇权的政治原则，断绝了寺院与政府分权抗仪，发展成为政教合一政权的可能，确立了中国皇朝政教分离的传统。